# Robert Arrhenius
Robert Arrhenius (* 14. Mai 1979 in Kirketorp) ist ein ehemaliger schwedischer Handballspieler und -trainer. 
Arrhenius, der zuletzt für den schwedischen Club IFK Skövde HK spielte und auch für die schwedische Nationalmannschaft auflief, wurde vorwiegend als Kreisläufer eingesetzt. 

## Vereinskarriere
Robert Arrhenius debütierte für IFK Skövde HK in der Elitserien, der ersten schwedischen Liga. Im Oktober 2000 wurde er vom spanischen Club CB Cantabria Santander unter Vertrag genommen. Von dort wechselte Arrhenius 2003 nach Deutschland zur HSG Nordhorn in die Bundesliga. Mit dieser Mannschaft zog er 2006 ins Halbfinale des Europapokals der Pokalsieger ein, wo sein Team allerdings am späteren Gewinner Medwedi Tschechow scheiterte. Arrhenius ging zurück nach Spanien zu CAI BM Aragón. Mit dem Team zog er 2007 ins Finale des EHF-Pokals ein, scheiterte aber am SC Magdeburg. Im Dezember 2010 spielte er für vier Wochen beim deutschen Bundesligisten THW Kiel und kehrte dann wieder nach Aragón zurück. Nach der Saison 2010/11 unterzeichnete Arrhenius einen Vertrag beim dänischen Erstligisten Bjerringbro-Silkeborg. Im Sommer 2012 wurde sein Vertrag aus familiären Gründen vorzeitig aufgelöst. Anschließend kehrte Arrhenius in seine Heimat zurück, wo er einen Vertrag bei IFK Skövde HK unterschrieb. Zu Beginn der Saison 2013/14 übernahm er zusätzlich mit dem Nachwuchstrainer Peter Johansson das Traineramt bei IFK Skövde HK. Im Sommer 2014 verließ er Skövde und beendete seine Karriere. Im Mai 2018 gab er sein Comeback für den spanischen Verein Handbol Marratxí.

## Trainer
Seit der Saison 2019/20 war er beim ägyptischen Verein al Ahly SC als Co-Trainer tätig. Ab 2021 betreut er als technischer Trainer die Kreisläufer des IFK Skövde HK. Ab der Saison 2023/24 war Arrhenius bei IFK Skövde als Co-Trainer tätig. Im Sommer 2025 übernahm er den Posten des Sportdirektors bei IFK Skövde und gab sein Co-Traineramt ab.

## Auswahlmannschaften
Robert Arrhenius bestritt 192 Länderspiele für die schwedische Nationalmannschaft. Bei der Weltmeisterschaft 2003 belegte er mit seinem Land den 13. Platz, bei der Europameisterschaft 2004 den 7. Platz.